# Mościszki (osada leśna w Polsce)
Mościszki – osada leśna w Polsce, położona w województwie wielkopolskim, w powiecie kościańskim, w gminie Krzywiń.